# Hormurus neocaledonicus
Espèce
Synonymes
- Ischnurus neocaledonicus Simon, 1877
- Liocheles neocaledonicus (Simon, 1877)
- Hormurus sarasini Kraepelin, 1914

Hormurus neocaledonicus est une espèce de scorpions de la famille des Hormuridae.

## Distribution
Cette espèce est endémique de Nouvelle-Calédonie.

## Description

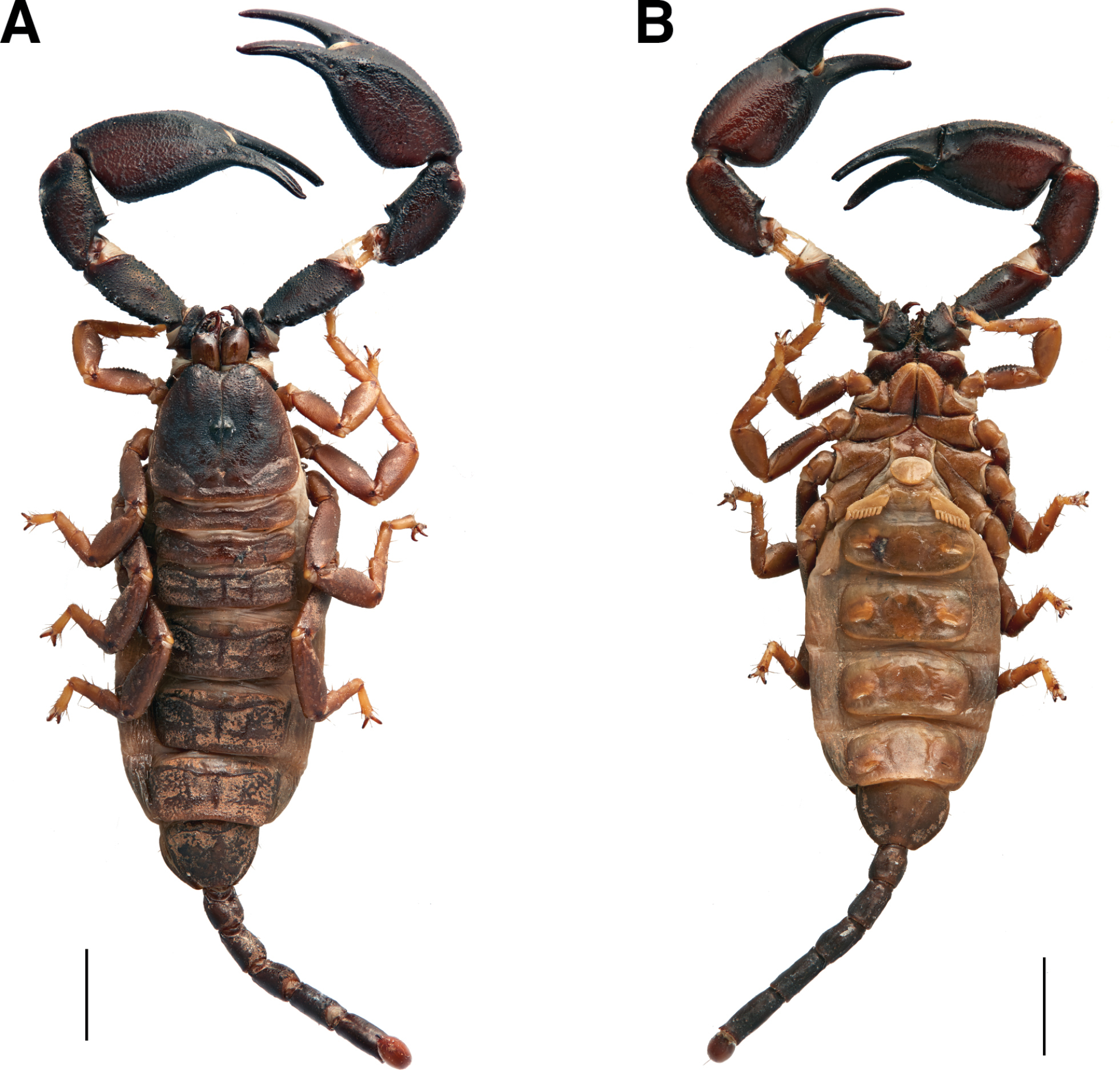
Hormurus neocaledonicus ♀

Les mâles mesurent de 40 à 49 mm et les femelles de 42 à 58 mm.

## Systématique et taxinomie
Cette espèce a été décrite sous le protonyme Ischnurus neocaledonicus par Simon en 1877. Elle est placée dans le genre Hormurus par Kraepelin en 1914. Elle est par la suite considérée comme synonyme de Liocheles waigiensis.
Elle est relevée de cette synonymie par Monod en 2011 qui dans le même temps place Hormurus sarasini en synonymie.

## Étymologie
Son nom d'espèce lui a été donné en référence au lieu de sa découverte, la Nouvelle-Calédonie.

## Publication originale
- Simon, 1877 : Études arachnologiques. 6e mémoire. X. Arachnides nouveaux ou peu connus. Annales de la Société Entomologique de France, sér. 5, vol. 7, p. 225-242 (texte intégral).